# Photoscotosia albapex
Photoscotosia albapex är en fjärilsart som beskrevs av George Francis Hampson 1895. Photoscotosia albapex ingår i släktet Photoscotosia och familjen mätare. Inga underarter finns listade i Catalogue of Life.